# Прокопије II Јерусалимски
Патријарх Прокопије II († 1880) - епископ Јерусалимске православне цркве, патријарх јерусалимски и целе Палестине.

## Биографија
7. новембра 1872. године, патријарх јерусалимски Кирил II, који је одбио да призна Бугарску егзархију као раскол, смењен је са дужности и 14. децембра 1872. године, а за новог патријарха изабран је митрополит Прокопије. 28. децембра исте године уведен је у трон патријарха Јерусалима. Турске власти су га званично признале издавањем берата месец дана након његовог устоличења.
Кратко управљање патријаршијом обележила су унутрашња црквена превирања. Локални Арапи су веома ценили његовог претходника Кирила због његових архипастирских дела, па су због тога одбили да признају легитимитет избора Прокопија, захтевајући повратак његовог претходника на патријаршијски престо. Царска Русија није одобравала избор патријарха фанариота.
10. марта 1875. године, на захтев арапске пастве, пензионисан је, упркос протесту цариградског патријарха. Умро је 1880. године.